# Ападана

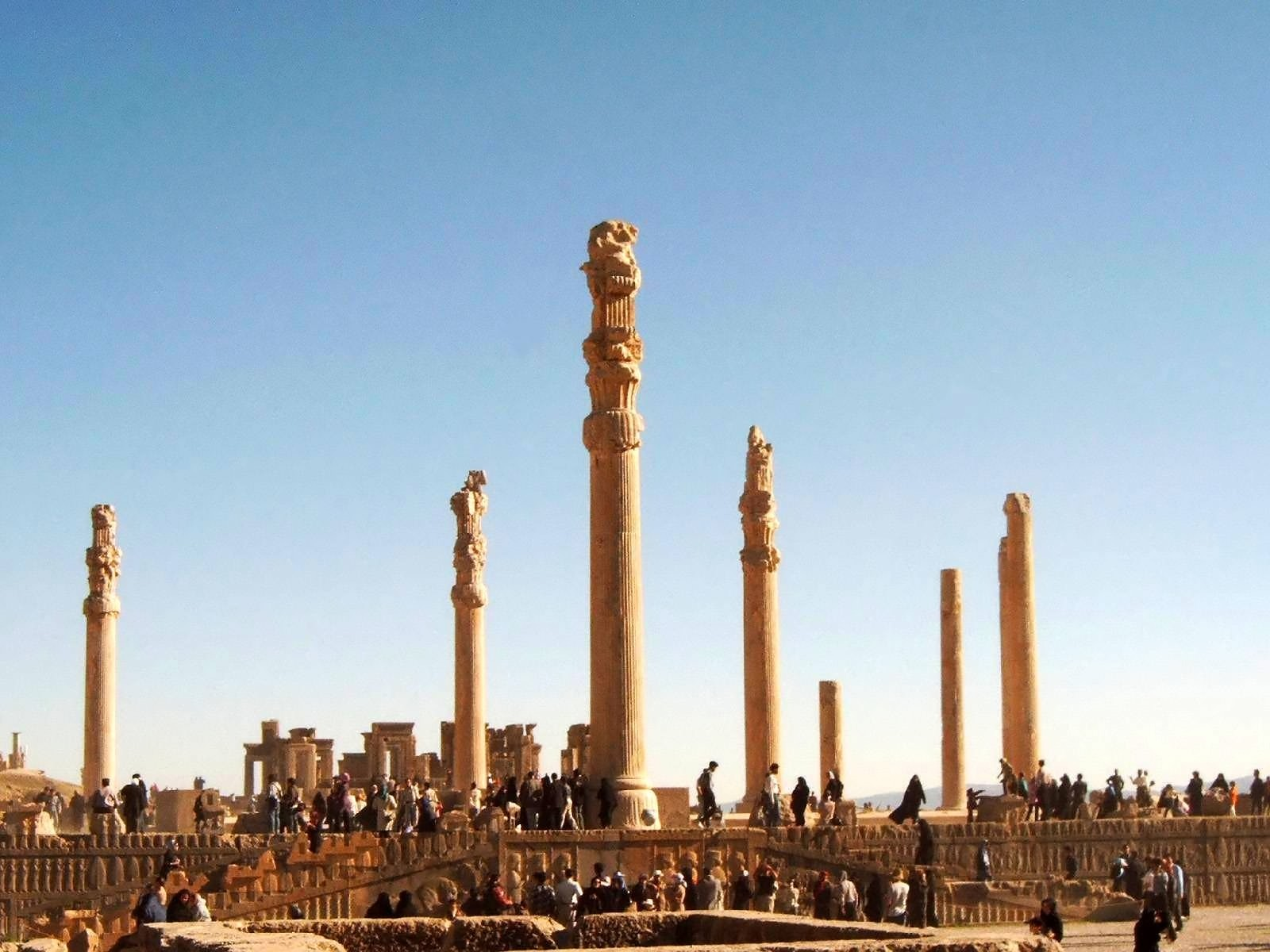
Остатки Ападаны в Персеполе

Ападана (перс. آپادانا‎ из др.-перс. «apa-dāna-» ‘дворец’, парф. «’pdn» ‘дворец’, пехл. «’’ywn» ‘дворец’, кл.перс. ayvān‎ (*apa-dā̊na- > *aβδān > *awyān > aywān) — большой зал площадью около 1000 м² с крышей, поддерживаемой 72 колоннами высотой 24 метра, в древнеперсидском городе Персеполе. В нарицательном смысле термин также используется для обозначения аналогичных по своей структуре сооружений в персидской архитектуре. Зал вероятно использовался для торжественных царских приёмов. В древнегреческой архитектуре этому термину соответствует понятие «гипостиль».

Ворота всех народов (справа)

Ападана Персеполя была в основном построена в V веке до н. э. Дарием I, а завершил строительство царь Ксеркс I. Изображения обоих правителей сохранились у восточной двери комплекса. Комплекс был разрушен Александром Македонским в 331 году до н. э. В настоящее время сохранилось лишь основание комплекса и 13 из 72 колонн.
др.-перс. «apa-dāna-» ‘дворец’ заимствовано в эламск. ha-ha-da-na, аккад. ap-pa-da-an, арам. ’pdn’, сир. āpadnā, араб. fadan‎.

## Архитектурные особенности
При возведении отдавалось предпочтение широкой расстановке высоких и стройных колонн с дистанцией между ними до 8,5 метров. Это создавало ощущение свободы, пространственного простора и способствовало хорошей освещённости и вентилируемости помещения. При этом, решение проблемы освещения стало инновационным шагом с точки зрения архитектуры тех времён: солнечный свет проникал через верхние проёмы и создавал сложную игру отражений от элементов каменной отделки и яркой росписи стен. Как правило, многоколонное помещение ападаны увенчивалось плоскими деревянными перекрытиями.
У входа в Ападану находятся Ворота всех народов (Duvarthim Visadahyum), также известные как Ворота Ксеркса. Они украшены двумя рельефными изображениями шеду.